# Boryspilska (stanice metra v Kyjevě)
Boryspilska (ukrajinsky Бориспільська), je stanice kyjevského metra na Syrecko-Pečerské lince na jižním okraji sídliště Charkovský masyv a čtvrti Červonyj chutir pod prospektem Mykoly Bažana a Charkovského náměstí. Stanice byla vystavěna v rámci osmého úseku linky Syrecko-Pečerska, bez stanice Vyrlycja která byla otevřená až o šest měsíců později, dne 23. srpna 2005.
V roce 2014 obsloužila stanice Boryspilska přibližně 16 tisíc cestujících denně a nachází se na jižním okraji sídliště Charkovský masyv a čtvrti Červonyj chutir pod prospektem Mykoly Bažana a Charkovského náměstí. Dva východy na konci nástupišť ústí do podchodů pod Charkovské náměstí, ulici Taškentskou a Staroboryspilskou a tramvajovou smyčku u křižovatky ulic.

## Konstrukce stanice
V původních plánech linky Syrecko-Pečerska se na levém břehu měly otevřít dva nové úseky linky Syrecko-Pečerska (Vydubyči-Osokorky, Osokorky-Charkivska a depo). Jelikož se za stanicí Charkivska depo nevystavělo, ve 20. století se rozhodlo o vybudování nového depa v dnešní městské části Červonyj chutir. Na úseku mezi Charkivskou a novým depem se měly nacházet dvě nové stanice a to Vyrlycja a Boryspilska.
Osmý úsek linky Syrecko-Pečerska mezi staniemi Charkivska a Boryspilska byl otevřen 23. srpna 2005, bez stanice Vyrlycja, ta mezitím sloužila jako servisní stanice. Stanice Vyrlycja měla být otevřena, podobně jako Telyčka, po výstavbě nových bytových komplexů, které by zajistili poptávku pro stanici, z politických důvodů se rozhodlo dokončit stanici již sedm měsíců po otevření osmého úseku. Výstavba stanice probíhala v noci kdy na lince nejezdily vlaky.

## Charakteristika stanice
Z technického hlediska byla stanice postavena jako hloubená, mělce založená, jednolodní stanice metra v přibližné hloubce 8 metrů. Stanice je ve tvaru kvádru s klenbou ve tvaru půlkruhu. Stanice obsahuje dva východy, které se nachází na konci nástupišť a ústí do podchodů pod Charkovské náměstí, ulici Taškentskou a Staroboryspilskou a tramvajovou smyčku u křižovatky ulic. Stanice je jako jedna z mála bezbariérová a dva výtahy od nástupiště ústí do podchodu pod Charkovské náměstí a Charkovské šose a do podchodu pod ulici Taškentskou a Staroboryspilskou a tramvajovou smyčku u křižovatky ulic.
Kolejová zeď stanice je obložena béžovým mramorem a modrým smaltem, který tvoří mozaiku. Podlaha stanice je tvořena deskami z červené a šedé žuly, které na podlaze tvoří ornament. Na klenbě stanice se nachází konstrukce na které se nachází dvě linie s osvětlením. Vstupní haly nad schodištěm jsou také obloženy  modrým smaltem, který tvoří mozaiku.
Za stanicí se nachází dvě manipulační koleje vedoucí na povrch do depa Charkivske.

## Název
Plánované názvy stanice byly Charkivska plošča, Charkivske šose a Červonyj či Krasnyj chutir (rusky Charkovskaja ploščaď, Charkovskoje šosse a Krasnyj chutor). Dnešní název Boryspilska byl vybrán dle historické lokace stanice, také dle místních ulic Staroboryspilska a Boryspilske šose a faktické blízkosti samotného města Boryspil.